# El Hadjira
El Hadjira là một đô thị thuộc tỉnh Ouargla, Algérie. Dân số thời điểm năm 2002 là 12.781 người.